# Municipio de Putman
El municipio de Putman (en inglés: Putman Township) es un municipio ubicado en el condado de Fulton en el estado estadounidense de Illinois. En el año 2010 tenía una población de 2137 habitantes y una densidad poblacional de 23,42 personas por km².

## Geografía
El municipio de Putman se encuentra ubicado en las coordenadas 40°28′28″N 90°10′13″O / 40.47444, -90.17028. Según la Oficina del Censo de los Estados Unidos, el municipio tiene una superficie total de 91.26 km², de la cual 87,03 km² corresponden a tierra firme y (4,64 %) 4,23 km² es agua.

## Demografía
Según el censo de 2010, había 2137 personas residiendo en el municipio de Putman. La densidad de población era de 23,42 hab./km². De los 2137 habitantes, el municipio de Putman estaba compuesto por el 98,46 % blancos, el 0,33 % eran afroamericanos, el 0,14 % eran amerindios, el 0,23 % eran asiáticos y el 0,84 % eran de una mezcla de razas. Del total de la población el 1,64 % eran hispanos o latinos de cualquier raza.